# Dogozilla Empire
Dogozilla Empire è un'etichetta discografica indipendente italiana fondata nel 2014 da Don Joe, compositore, produttore e membro dei Club Dogo.

## Storia
Nasce inizialmente con l'idea di sottoscrivere giovani producer lavorando sulle composizioni da loro inviate.
Da subito però Don Joe e Susanna Chiesa avviavano l’editoria sottoscrivendo, nel 2015, un accordo di partnership con la società editoriale Warner Chappell Music Italiana per lo sviluppo e la diffusione delle composizioni create dai producer sotto contratto.
A distanza di pochi giorni, Dogozilla firma anche un accordo discografico con Universal Music Italia per dar vita alla produzione di svariati progetti musicali lavorando allo sviluppo di nuovi artisti.
Nello stesso anno sottoscriveva il primo artista: Alfred Hitch, messo in luce al Global Rap Superstar Italy, il primo independent rap contest online per trovare i futuri protagonisti del rap italiano.
Nel 2016 continua il lavoro di scouting di artisti portando alla firma Vegas Jones pubblicando l'anno dopo l'album Chic Nisello. Successivamente arrivano alla firma Vale Lambo e Lele Blade con il collettivo "Le Scimmie" dove pubblicano il loro primo album in freedownload El Dorado.
Nel mese di settembre 2017 firma un contratto di co-edizione con il gruppo Saifam di Mauro Farina.
Il 28 aprile 2018 Dogozilla raggiunge un accordo con Sony Music per lo scouting e per la produzione di nuovi artisti della scena rap, hip hop, urban e trap.

## Artisti
- Don Joe
- Tia
- Michael Sorriso

## Produttori
- Don Joe
- Ryanairz
- SuperApe
- Kid Caesar [7]